# Siguldas novads
Siguldas novads is een gemeente in Vidzeme in het midden van Letland. 
De huidige gemeente ontstond op 1 juli 2021, toen de bestaande gemeente werd uitgebreid met de gemeenten Krimuldas novads en Mālpils novads en de plaats Inčukalns, die afkomstig was uit de gemeente Inčukalna novads.
De eerdere gemeente Sigulda novads was in 2009 voortgekomen uit een herindeling, waarbij de stad Sigulda, het landelijk gebied van Sigulda en de landelijke gemeenten Allaži en More samengingen.
De hoofdplaats van Siguldas novads is Sigulda, dat vooral bekend staat om zijn bobslee- en skeletonbaan.
Nationale steden (valstspilsētas):

Daugavpils  · Jelgava · Jūrmala · Liepāja · Rēzekne · Riga · Ventspils

Gemeenten (novadi):

Ādažu novads
· Aizkraukles novads
· Alūksnes novads
· Augšdaugavas novads
· Balvu novads
· Bauskas novads
· Cēsu novads
· Dienvidkurzemes novads
· Dobeles novads
· Gulbenes novads
· Jelgavas novads
· Jēkabpils novads
· Krāslavas novads
· Kuldīgas novads
· Ķekavas novads
· Limbažu novads
· Līvānu novads
· Ludzas novads
· Madonas novads
· Mārupes novads
· Ogres novads 
· Olaines novads
· Preiļu novads
· Rēzeknes novads 
· Ropažu novads
· Salaspils novads
· Saldus novads
· Saulkrastu novads
· Siguldas novads
· Smiltenes novads
· Talsu novads
· Tukuma novads
· Valkas novads
· Valmieras novads
· Varakļānu novads
· Ventspils novads 